# NE 81
Az NE 81 típusú (a DB AG-nál: 626 sorozatként vezetve) a német magánvasutak igényei szerint kifejlesztett mellékvonali motorkocsit egyfős kiszolgálásra tervezték és először 1981-ben szállították.

## Története
Az 1970-es évek végén több német magánvasút (Südwestdeutsche Eisenbahnen AG, Württembergische Nebenbahnen GmbH, Kahlrung-Verkehrs-GmbH és Regentalbahn AG) felismerte, hogy a Német Szövetségi Vasút (DB) számára kifejlesztett 627 sorozatú szólómotorkocsi és 628/928 sorozatú kétrészes motorvonat nem felel meg az igényeiknek, egyfelől magas áruk, másfelől pedig hagyományos vasúti kocsik továbbítására való alkalmatlanságuk miatt. Azért 1980-ban egy új típusú motorkocsit rendeltek meg az Orenstein und Koppel cégtől. A megrendelés összesen 11 db motorkocsira és egy azonos felépítésű vezérlőkocsira szólt. Időközben az Orenstein und Koppel beszüntette a vasúti járművek gyártását így az új motorkocsik a berlini Waggon-Union cégnél készültek el. Ennek köszönhető, hogy ezeknek a járműveknek két (egy Orenstein und Koppel és egy Waggon-Union) gyári számuk is volt. A motorkocsik típusjelzésében az NE jelentése Nichtbundeseigene Eisenbahn, azaz kb: magánvasút, míg a 81 az első gyártási évet (1981) jelöli.
A motorkocsikkal szemben az alábbi fő követelményeket támasztották:
- Négy hajtott tengely, mivel esetenként teherkocsik vontatását is el kell végezniük.
- A motorkocsi- és a közúti autóbuszgyártásban már bevált gépi berendezések alkalmazása.
- Közúti autóbuszok standard elemeinek alkalmazása, mely megkönnyíti a közlekedési vállalatok számára az alkatrészutánpótlást és csökkenti a raktározási igényeket.
- Egyfős kiszolgálás.
- Kényelmes utasterek kialakítása, mely nem marad el ezen közlekedési vállalatok autóbuszainak színvonalától
- Két motorkocsi szinkronüzeme, illetve távvezérlés lehetősége vezérlőkocsiból. Ezenkívül alkalmasnak kell lenniük a már meglévő típusokkal való szinkronüzemre is.

A járművek megfeleltek a fenti elvárásoknak, így 1985-ben egy második kis sorozat készült belőlük. Ekkor az SWEG számára vezetőállás nélküli mellékkocsi is készült. Az utolsó két, 1993-ban és 1994-ben elkészült szériát már a Waggon-Union új tulajdonosa, az ABB-Henschel égisze alatt készült el. Összességében 26 db motorkocsi, 14 db vezérlőkocsi és 3 db mellékkocsi kézült el.
A motorkocsikkal szerzett tapasztalatok alapján készült el és aratott kereskedelmi sikert a Regio-Shuttle RS1 típusú alacsony padlós motorkocsi.

## Műszaki jellemzők
Az NE 81 normál nyomtávolságú nagyvasúti jármű, melynek kocsiszekrénye az UIC-előírások szerinti 2000 kN-os nyomóerő elviselésére képes. A járművet két dízel-hidrodinamikus gépcsoport hajtja, mely MAN-gyártású dízelmotorból és Voith T 211r(z)-hajtóműből áll. A jármű mind a négy tengelye hajtott.

### Járműszekrény
A kocsiszekrény acélprofilokból és lemezekből összehegesztett szerkezet. Az alvázkonstrukciót egy személykocsialvázból fejlesztették ki. A széles ajtók és nagy ablakkivágások miatt a tető is a kocsiszekrénnyel együtthordó szerkezet.

### Forgóvázak
A forgóvázakat az Orenstein und Koppel dortmundi üzeme készítette. A primer rugózás – a München–Kassel-típusú forgóvázakhoz és az MDmot hajtott forgóvázakhoz hasonlóan – vízszintes csavarrugókból áll. A kocsiszekrény a forgóvázakra oldalsó csúszótámokon támaszkodik

### Gépi berendezés
A járművek hajtását biztosító dízelmotorokat és hajtóműveket motorkocsi padlója alatt helyezték el. A forgóvázanként egy-egy, eredetileg hathengeres fekvő elrendezésű MAN-dízelmotor Voith T 211r(z) típusú egy hidrodinamikus nyomatékmódosítóból és egy hidrodinamikus tengelykapcsolóból álló irányváltós hajtómű köziktatásával kardántengelyen át hajtja a hozzá közeli forgóváz mindkét kerékpárját. A tengelyhajtóművek Gmeinder GM 160EHA/427, illetve GM 160 E/350 típusúak. Mindegyik gépi berendezéshez egy-egy Behr-gyártmányú hidrosztatikus hajtású hűtőberendezés és egy-egy 24 V-os 95 A-es vilagítási generátor tartozik. Az akkumulátorok kapacitása 200 Ah.

### Utastér
Mindegyik üzemeltető eltérő berendezéssel kérte a járműveit. Az SWEG és a KVG WC-vel, a WNB WC-nélkül kérte a járműveit.
Az ülések 2+2 elrendezésűek. Az ajtók a villamosoknál és az autóbuszoknál alkalmazotthoz hasonló harmonika-ajtók („ráncajtók”). A vezetőállásokat a jármű hossztengelyében helyezték el és menetjegykiadáshoz is alkalmassá tették.

## Galéria

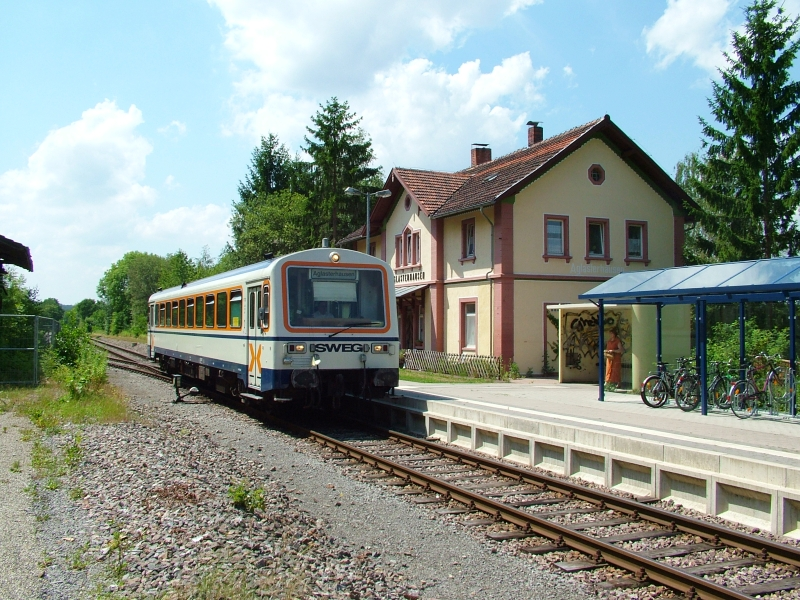
SWEG VT 120 pályaszámú motorkocsija Aglasterhausenben
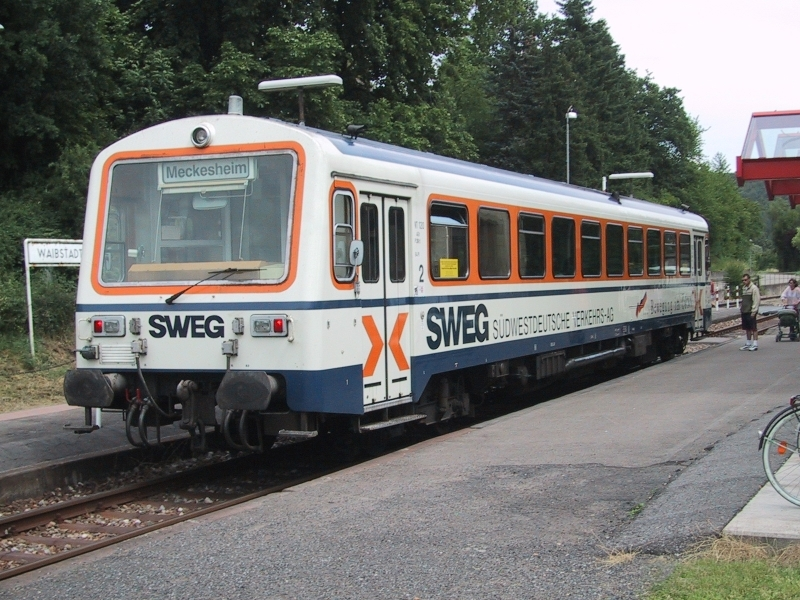
Ugyanez a jármű Waibstadt állomásán
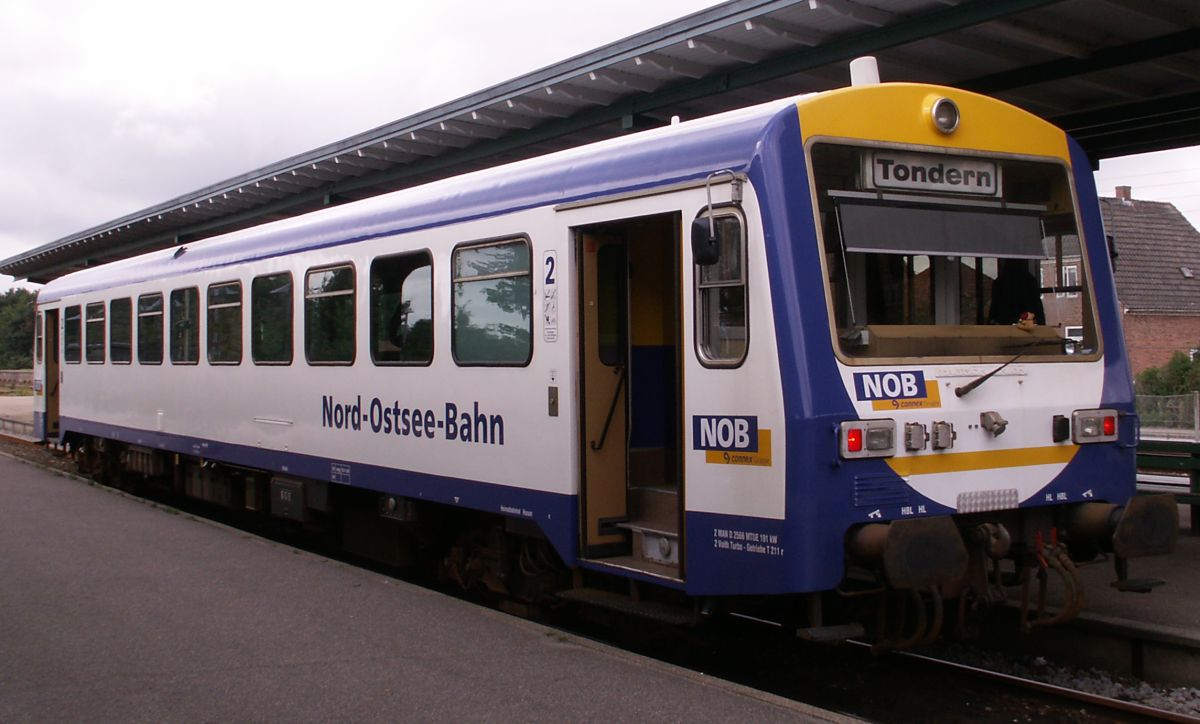
A NordOstseeBahn NE 81-ese
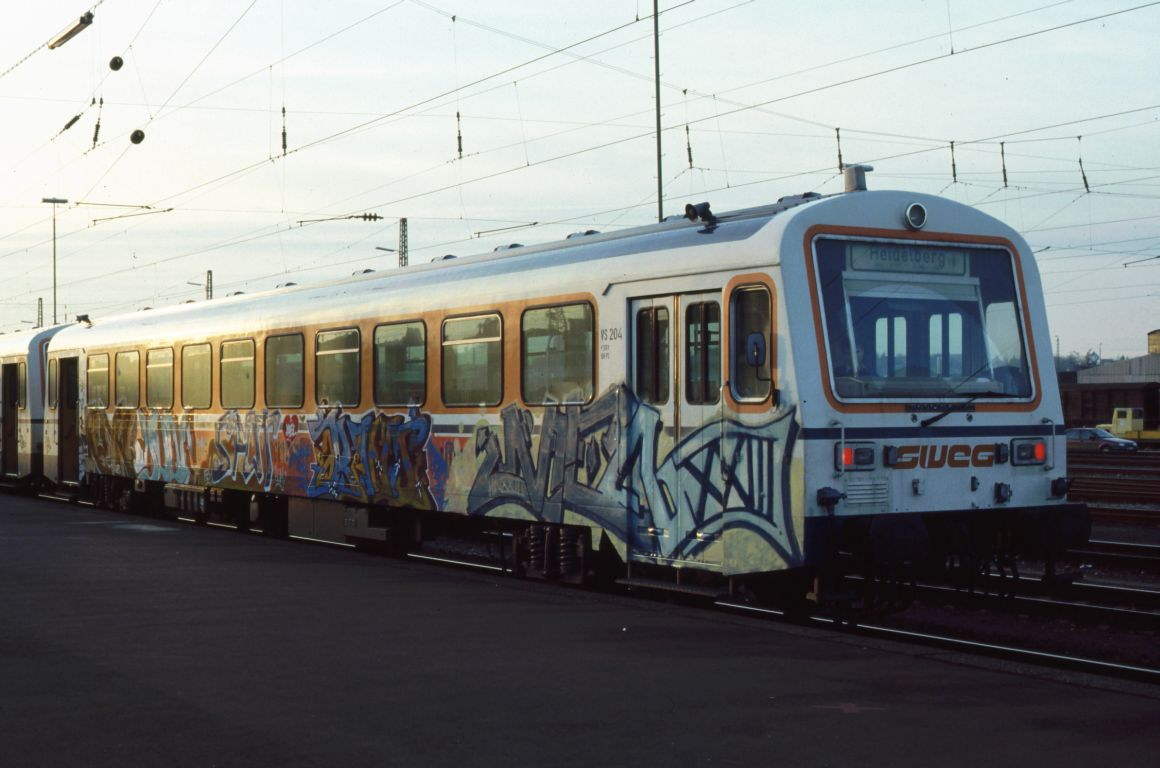
Az SWEG VS 204 pályaszámú vezérlőkocsija Heilbronnban